# Dacsy Brisón
Dacsy Adelina Brisón (* 26. Oktober 2002) ist eine kubanische Leichtathletin, die sich auf den Hochsprung spezialisiert hat.

## Sportliche Laufbahn
Erste internationale Erfahrungen sammelte Dacsy Brisón im Jahr 2022, als sie bei den NACAC-Meisterschaften in Freeport keinen gültigen Versuch zustande brachte. Im Jahr darauf gewann sie bei den Zentralamerika- und Karibikspielen in San Salvador mit 1,81 m die Bronzemedaille hinter der Dominikanerin Marysabel Senyu und Glenka Antonia aus Curaçao. Anschließend brachte sie bei den Panamerikanischen Spielen in Santiago de Chile erneut keinen gültigen Versuch zustande.
2022 wurde Brisón kubanische Meisterin im Hochsprung.

## Persönliche Bestleistungen
- Hochsprung: 1,85 m, 29. Juli 2022 in Havanna